# Parque nacional Xicoténcatl
El parque nacional Xicohténcatl se encuentra ubicado en el centro del Estado de Tlaxcala con una superficie aproximada de 600 ha, y comprende el centro histórico de la ciudad de Tlaxcala y otras localidades de los municipios de Tlaxcala y Totolac, como Los Reyes Quiahuixtlán, San Francisco Ocotelulco o Santiago Tepeticpac que corresponden a tres de los antiguos señoríos de Tlaxcala.

## Decreto
El parque nacional Xicoténcatl fue creado por una iniciativa del ingeniero Miguel Ángel de Quevedo en 1935 cuando fue designado jefe de Departamento Forestal Autónomo tomando como base el Plan Sexenal del Gobierno del General Lázaro Cárdenas, en el que se consideraba que el Gobierno Federal estaba obligado  «a conservar aquellos sitios que son de interés general y que reportan beneficios a las regiones donde se encuentran, mejorando sus condiciones naturales para hacerlos más accesibles y atractivos al turismo, como medio de promover el interés de nacionales y extranjeros por las bellezas naturales y sitios históricos que encierra el territorio nacional».

## Aspectos físicos

### Ubicación
De acuerdo con el decreto de creación del parque, los límites son los siguientes: «partiendo del punto conocido como Tizatlán y dejando comprendidos todos los monumentos arquitectónicos de este lugar, se sigue con dirección suroeste hasta llegar al lugar conocido como Palacio de Zitlalpopoca; de este punto y con dirección sur, se miden aproximadamente dos kilómetros y medio para seguir de aquí hasta el este franco con una distancia aproximada de 1750 metros; de este punto se camina con dirección noreste hasta llegar al lugar en donde se construyeron los bergantines para la toma de México-Tenochtitlán; finalmente se continúa con rumbo norte noreste hasta llegar a Tizatlán que se tomó como punto de partida. En estos linderos quedan comprendidos todos los monumentos antiguos».

### Orografía
El parque se encuentra sobre un terreno accidentado en el valle formado por dos cadenas de cerros en las que hay diversas elevaciones, entre otras el cerro Oztol, que llegan hasta los 2460 m s. n. m. y el cerro Tepepan con altitud de 2320 m s. n. m. y a través del cual corre el río Zahuapan.

### Hidrografía
Este parque forma parte de la región hidrológica del río Balsas, y en él se encuentra la cuenca del río Atoyac. La corriente más importante del parque es el río Zahuapan, que recorre unos 7 km por la capital de Tlaxcala y que delimita los municipios de Tlaxcala y de Totolac.

### Clima
Predomina un clima templado subhúmedo, con lluvias en verano. La temperatura máxima promedio anual registrada es de 24.3 grados Celsius, y la mínima promedio anual es de 7.2 grados Celsius. 

## Flora y fauna
De acuerdo al Sistema Nacional de Información sobre Biodiversidad de la Comisión Nacional para el Conocimiento y Uso de la Biodiversidad (CONABIO) en el Parque Nacional Xicoténcatl habitan más de 380 especies de plantas y animales de las cuales 7 se encuentra dentro de alguna categoría de riesgo de la Norma Oficial Mexicana NOM-059  y 58 son exóticas,

### Flora
Compuesta principalmente por varias especies de árboles de las familias pino blanco, ocotes, encinos y cedro blanco. En las partes medias de los cerros del parque existe abundante vegetación secundaria de tipo matorral, cuyas especies son: sabino, palo dulce, nopal, mala mujer, tepozán y tlaxistle. 
Dentro de la rivera del río Zahuapan, el tipo de vegetación está constituida principalmente por: ailes, ahuehuetes, sauces y fresnos .

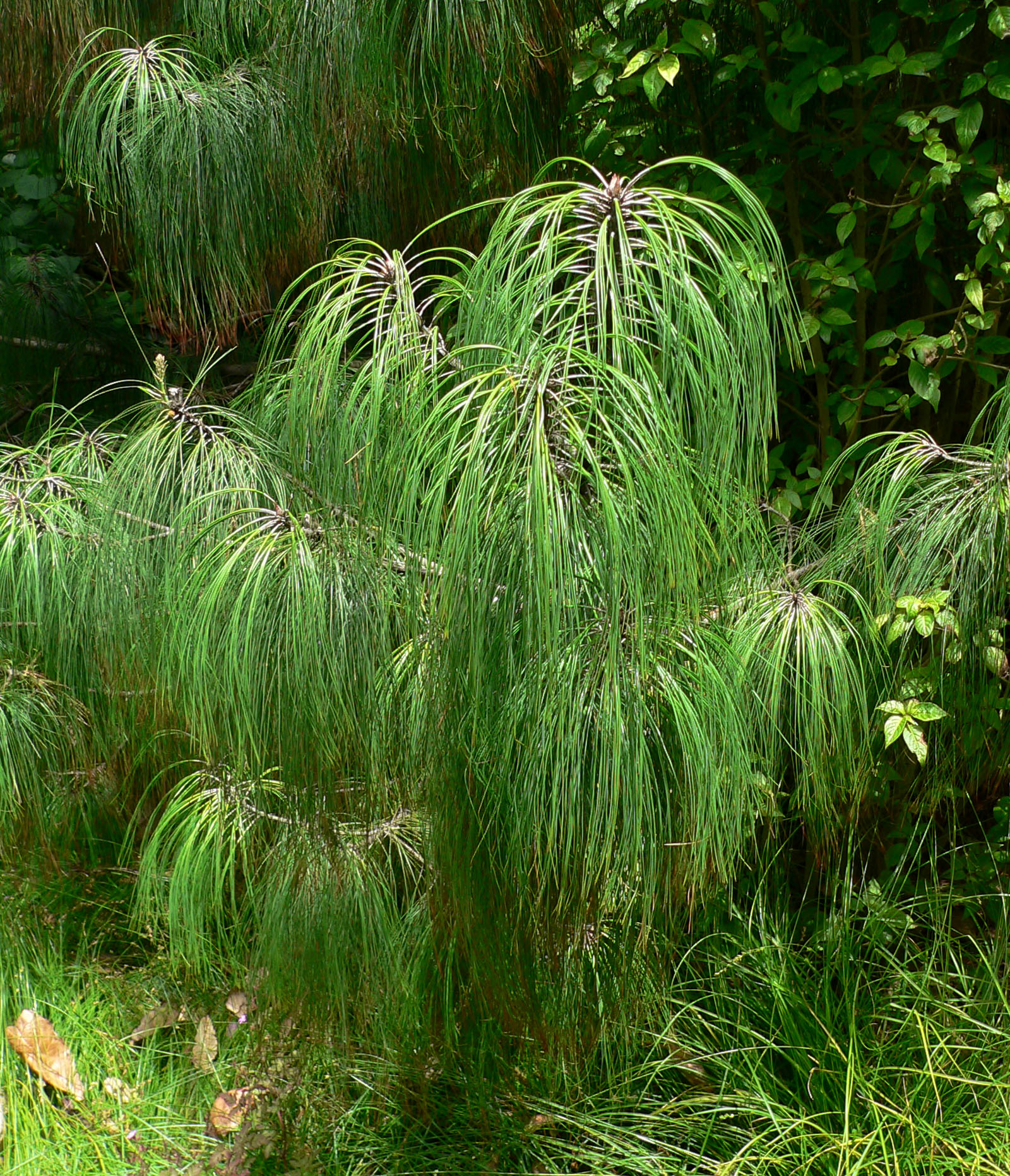
Pino Blanco (Pinus pseudostrobus)
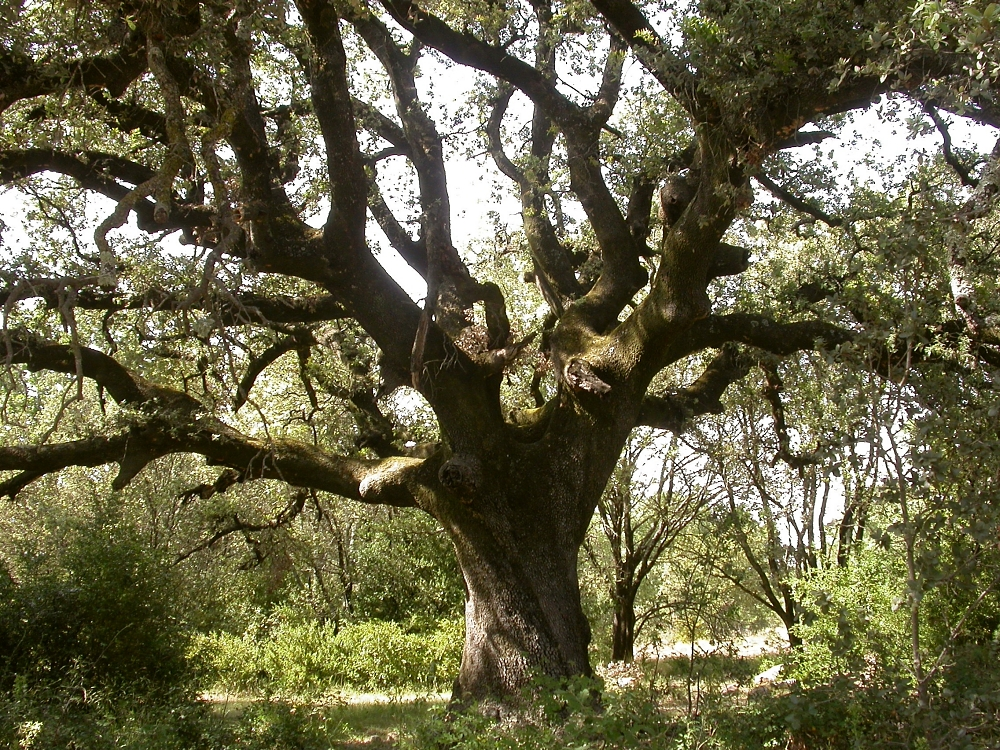
Encino (Quercus ilex)
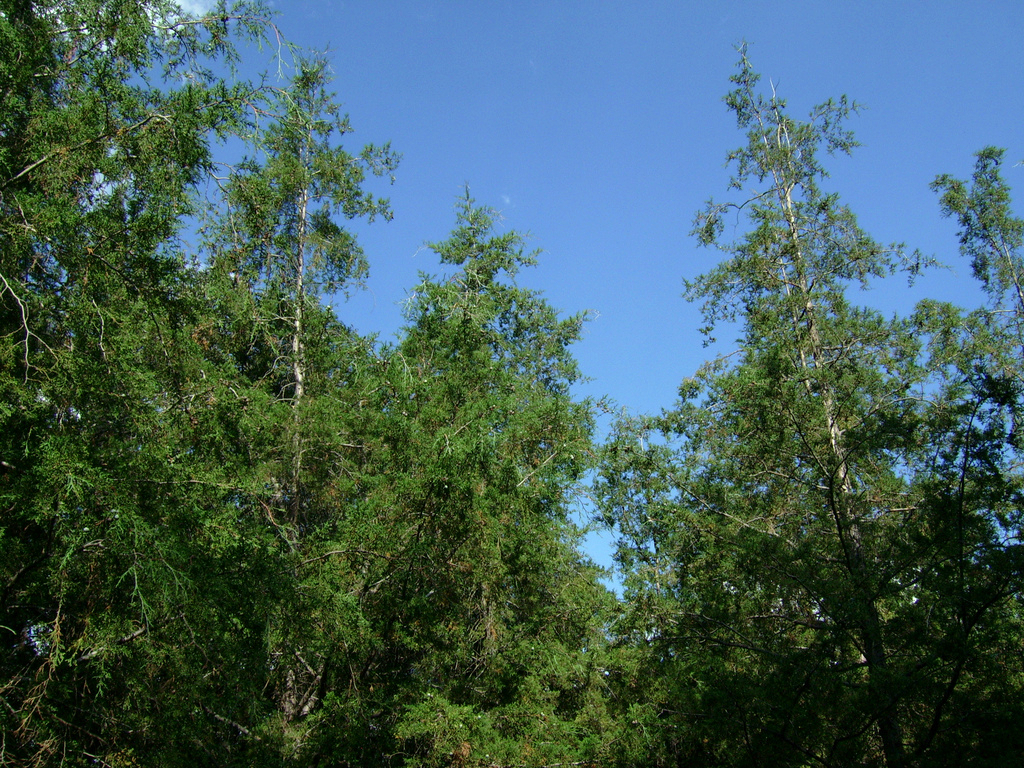
Cedro blanco (Cupressus benthamii)
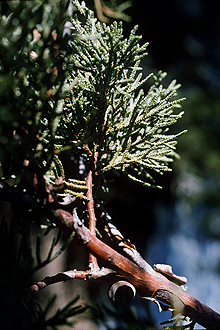
Sabino (Juniperus deppeana)

### Fauna
Dada la situación del parque que se encuentra dentro de la mancha urbana de la ciudad aún existe fauna silvestre como el conejo (Sylvilagus floridanus), ardilla (Spermophilus mexicanus) y tlacuache (Didelphis marsupialis).
Entre las aves se encuentran comúnmente urracas (Quiscalus mexicanus), palomas domésticas (Columba livia) azulejos (Aphelocoma ultramarina), tigrillo (Pheucticus melanocephalus), Cuitlacoche (Toxostoma curvirostre), gorrión común mexicano (Carpodacus mexicanus) y gorrión inglés común (Passer domesticus)